# 中島正愛
中島 正愛（なかしま まさよし）は、日本の防災工学者。京都大学防災研究所教授、日本建築学会会長などを歴任。

## 経歴
(中川一 2017)（京都大学防災研究所）参照。

## 参考
- 建築学会／次期会長に中島正愛氏選出／関西から２０年ぶり、5月29日就任  [2015年4月14日1面]
- 中川一「中島正愛教授・井合進教授・間瀬肇教授のご退職に寄せて」『京都大学防災研究所年報. A』第60巻A、京都大学防災研究所、2017年9月、1-4頁、CRID 1050001335854725376、hdl:2433/229233、ISSN 0386-412X、NAID 120006398969。